# Матущак Юрій Віталійович
Ю́рій Віта́лійович Матуща́к (15 лютого 1987, Донецьк — 29 серпня 2014, Іловайськ) — вчитель історії, рядовий, доброволець батальйону міліції «Дніпро-1».

## Життєпис
Закінчив 2004 року донецьку ЗОШ, 2009 року — Донецький національний університет. Засновник і голова Донецької обласної молодіжної громадської організації «Поштовх». Протягом 2011—2012 років стажувався в рамках Європейської волонтерської служби у центрі Брама Ґродська — Театр NN у польському Любліні, де брав участь у проєкті з відновлення пам'яті про трагедію 1943 року на Волині; збирав свідчення очевидців тих подій. 2012 року повернувся до України, працював шкільним вчителем історії.

### Євромайдан
Один із організаторів донецького Євромайдану. Одночасно брав участь у створенні Самооборони Донецька з метою забезпечення безпеки учасників проукраїнських акцій, задля чого звільняється зі школи. В червні 2014 року Юрій зі своєю дівчиною, громадянкою Італії Франческою Леонарді, змушено полишають Донецьк і переїздять до Чернівців.

### Війна на сході
Разом з другом В'ячеславом Макаренком записався добровольцем до лав батальйону патрульної служби міліції особливого призначення «Дніпро-1».
Загинув 29 серпня 2014 року між селами Новокатеринівка і Горбатенко Старобешівського району Донецької області під час виходу з оточення під Іловайськом. Станом на 18 вересня 2014 року був у списках безвісти зниклих.
Без сина лишилися мама й батько, художник Віталій Матущак та сестра.
Похований в Дніпрі на Краснопільському цвинтарі.

## Нагороди та вшанування
- 14 листопада 2014 року за особисту мужність і героїзм, виявлені у захисті державного суверенітету та територіальної цілісності України, вірність військовій присязі під час російсько-української війни, відзначений — нагороджений орденом «За мужність III ступеня» (посмертно)
- нагороджений нагрудним знаком «Іловайськ — 2014» (посмертно)
- нагороджений Лицарським хрестом доблесті ІІІ ступеню (посмертно)
- 24 серпня 2016 року нагороджений заохочуваною відзнакою — медаллю «Захиснику Дніпропетровська від сепаратизму» (посмертно)[джерело?]
- 15 грудня 2016 року нагороджений нагрудним знаком «5 рота „Донецьк“» (посмертно)[джерело?]
- 14 квітня 2017 року нагороджений почесною відзнакою «Перемога за нами» Сектор «Б» (посмертно)[джерело?]
- 14 жовтня 2017 року нагороджений Лицарським хрестом доблесті ІІ ступеню (посмертно)[джерело?]
- 21 квітня 2016-го у холі головного корпусу Донецького національного університету імені Василя Стуса (м. Вінниця) встановлено меморіальну дошку на честь випускника Юрія Матущака.[2]
- Його портрет розміщений на меморіалі «Стіна пам'яті полеглих за Україну» у Києві: секція 3, ряд 10, місце 23
- Вшановується 29 серпня на щоденному ранковому церемоніалі вшанування українських захисників, які загинули цього дня у різні роки внаслідок російської збройної агресії[3]
- Провулок Юрія Матущака

### Юрій Матущак у літературі
В лютому 2017 року у «Видавництві 21» вийшов роман Олександри Іванюк «АМОР(Т)Е». Головна сюжетна лінія книги — незвичайна і трагічна історія кохання українського активіста Юрія Матущака та італійської волонтерки Франчески Леонарді.
Юрій Матущак став одним із героїв виданої у 2022 році видавництвом «Човен» документальної книги Катерини Зарембо «Схід українського сонця. Історії Донеччини та Луганщини початку XXI століття».